# Лејквуд (Тенеси)
Лејквуд (енгл. Lakewood) град је у америчкој савезној држави Тенеси.

## Демографија
По попису из 2010. године број становника је 2.302, што је 39 (-1,7%) становника мање него 2000. године.
| Група             | 2000.         | 2010.         |
| Белци             | 2.202 (94,1%) | 2.020 (87,7%) |
| Афроамериканци    | 69 (2,9%)     | 159 (6,9%)    |
| Азијати           | 6 (0,3%)      | 8 (0,3%)      |
| Хиспаноамериканци | 44 (1,9%)     | 56 (2,4%)     |
| Укупно            | 2.341         | 2.302         |